# Bandeira da Gâmbia
A bandeira nacional da Gâmbia consiste de três faixas horizontais, de vermelho, azul e verde; as três faixas estão separadas por duas faixas menores de branco; a proporção entre todas é de seis partes de vermelho e verde, quatro de azul, e duas de branco. O vermelho no topo simboliza o sol, bem como a savana típica do país; o azul simboliza o rio Gâmbia que corre ao longo do país e que dá o nome à nação; o verde simboliza a terra e as florestas do país; por fim, as duas faixas brancas representam a paz.
A bandeira foi oficialmente adoptada em 18 de Fevereiro de 1965, dia da independência do país face ao Reino Unido

## Bandeiras históricas

Bandeira da África Ocidental Britânica, de 1821 a 1888.
Bandeira da Gâmbia Britânica, de 1888 a 1965.
Bandeira do governo britânico, de 1965 a 1970.